# 伊芙·斯图尔特
伊芙·斯图尔特（英語：Eve Stewart，1998年1月13日—），英国女子赛艇运动员。她曾代表英国参加2024年夏季奥林匹克运动会赛艇比赛，获得女子八人单桨有舵手铜牌。